# کارلامان
کارلامان (انگلیسی: Karlaman) یک شهرک در شهرستان کارماسکالینسکی استان باشقیرستان کشور روسیه است.